# IIe législature de la république démocratique de Sao Tomé-et-Principe

Composition de l'Assemblée nationale au 12 mai 1980 :

La IIe législature de la république démocratique de Sao Tomé-et-Principe est un cycle parlementaire qui s'ouvre le 12 mai 1980 pour s'achever le 30 septembre 1985, à la suite des élections législatives de 1980.
Il s'agit d'une législature à parti unique, contrôlée par le Mouvement pour la libération de Sao Tomé-et-Principe (MLSTP). Alda do Espírito Santo est la présidente de l'Assemblée nationale.
Sa durée, cinq ans, est définie par la première révision constitutionnelle du 7 février 1980. Le mandat de la première législature était lui de quatre ans.

## Liste de députés
| Élu                    | Parti | Parti |
| ---------------------- | ----- | ----- |
| Alda do Espírito Santo |       | MLSTP |

## Composition du bureau
- Présidente : Alda do Espírito Santo